# Suchá údolí McMurdo

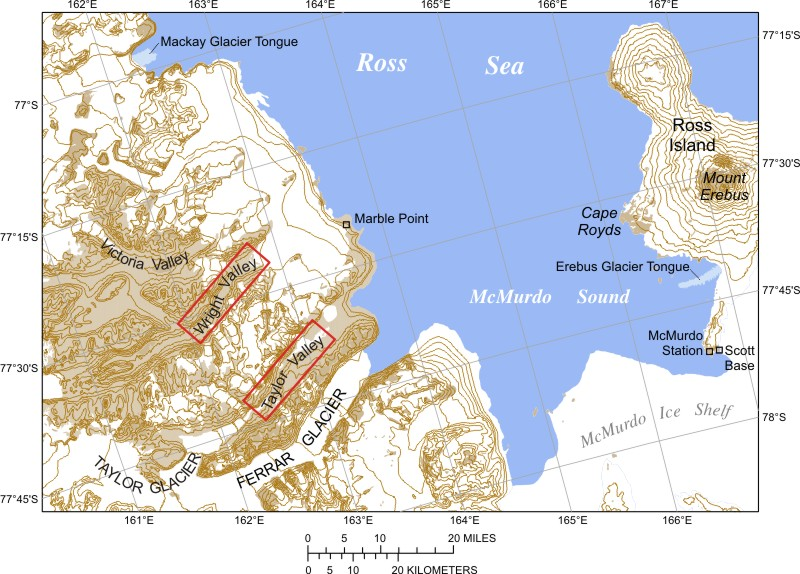
Mapa

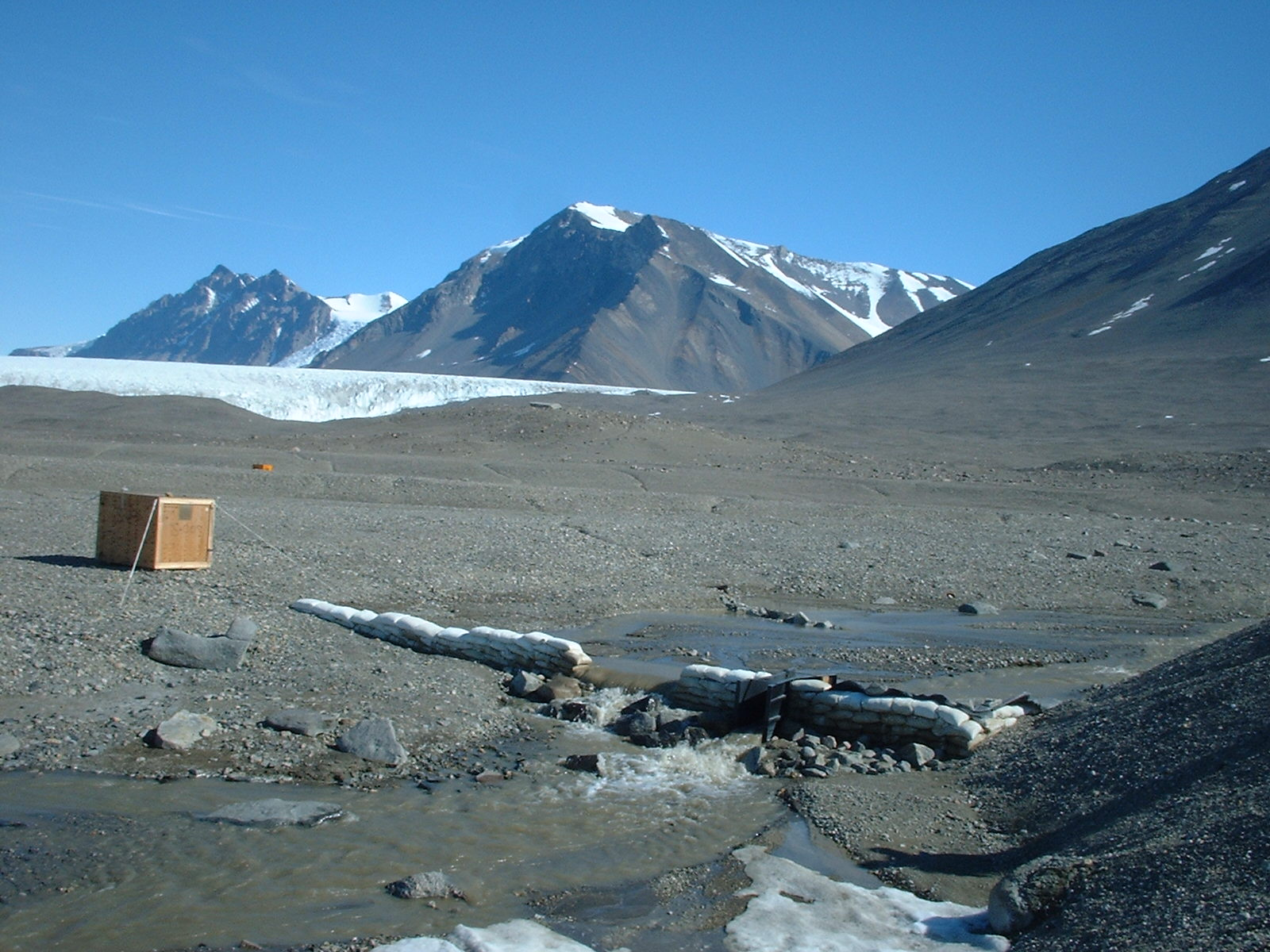
Huey Creek v Taylorově údolí

Suchá údolí McMurdo jsou oblast ve Viktoriině zemi v Antarktidě, poblíž polární stanice McMurdo. Jsou antarktickou oázou o rozloze zhruba 4800 km². Leží ve srážkovém stínu Transantarktického pohoří a bývají označována za nejsušší místo na zeměkouli. Údolí objevil v roce 1903 Robert Falcon Scott.
Oblast je tvořena třemi rovnoběžnými hlavními údolími: směrem od severu to jsou Victoria Valley, Wright Valley a Taylor Valley. Je to nehostinná poušť bez sněhového příkrovu a veškeré vegetace. Srážky jsou minimální (jen několik milimetrů ročně), oblast navíc vysušují katabatické větry dosahující rychlosti až 320 kilometrů v hodině. Významným výzkumníkem Suchých údolí je John Charles Priscu.
V oblasti se nacházejí také jezera Don Juan, Vida, Vanda a Fryxell, jejichž voda je slanější než v moři. Wrightovým údolím protéká řeka Onyx, s délkou 32 km nejdelší řeka Antarktidy, která je napájena vodou z tajících ledovců. V Taylorově údolí se nacházejí vodopády Blood Falls, pojmenované podle krvavě červeného zbarvení vody, jež je způsobeno oxidy železa.

## Význam
Suchá údolí patří mezi Speciálně řízená území Antarktidy. Mají velký vědecký význam, protože zdejší podmínky (teploty pod bodem mrazu a minimální vlhkost) připomínají krajinu na Marsu. Biologové zkoumají přežití organismů v extrémním prostředí: v údolích byly nalezeny endolity a sinice.
Od roku 2014 probíhaly na Mezinárodní vesmírné stanici experimenty s houbami rodu Cryomyces nalezenými v těchto údolích. Na vesmírné stanici byly po dobu 18 měsíců vystaveny stejné atmosféře i silnému ultrafialovému záření, s jakým by se střetly na povrchu Marsu. Na konci testu přežilo 60 % všech houbových buněk a každá desátá buňka byla schopna se množit a vytvářet nové kolonie.